# Lộc Thạnh
Lộc Thạnh là một xã thuộc tỉnh Đồng Nai, Việt Nam.
Xã Lộc Thạnh có diện tích 74,49 km², dân số năm 2005 là 5.412 người, mật độ dân số đạt 73 người/km².